# Heteronyx zalotus
Heteronyx zalotus är en skalbaggsart som beskrevs av Blackburn 1910. Heteronyx zalotus ingår i släktet Heteronyx och familjen Melolonthidae. Inga underarter finns listade i Catalogue of Life.